# Dmitrij Zaharovič Manuiljski
Dmitrij (Dmitro) Zaharovič Manuiljski (rusko Дмитрий Захарович Мануильский), ukrajinsko-ruski komunist in politik, * 3. oktober 1883, † 22. februar 1959.
Manuiljski je bil član Prezidija in Izvršnega sveta Kominterne, med letoma 1928 in 1943 pa njen sekretar.